# Mohamed Amer Al-Malky
Mohamed Amer Al-Rashed Al-Malky arab. ‏محمد عامر الراشد المالكى‎; (ur. 1 grudnia 1962) – omański lekkoatleta, sprinter specjalizujący się w biegu na 400 metrów. Rekordzista Azji na tym dystansie w latach 1988-2014.

## Osiągnięcia
- 3 medale mistrzostw Azji :
  - Dżakarta 1985 srebrny medal
  - Singapur 1987 złoto
  - Nowe Delhi 1989 srebro
- 2 medale igrzysk azjatyckich (Seul 1986 – brąz i Pekin 1990 – złoto)

Trzykrotnie reprezentował Oman na igrzyskach olimpijskich (Los Angeles 1984, Seul 1988 oraz Barcelona 1992, jedynie w Seulu w 1988 awansował do finału – zajął 8. miejsce w biegu na 400 metrów.

## Rekordy życiowe
- bieg na 200 metrów – 20,80 (1999), były rekord Omanu[potrzebny przypis]
- bieg na 300 metrów – 32,38 (1988)
- bieg na 400 metrów – 44,56 (1988), do 2014 rekord Azji[1]